# Dornbirner Gemeindeblatt

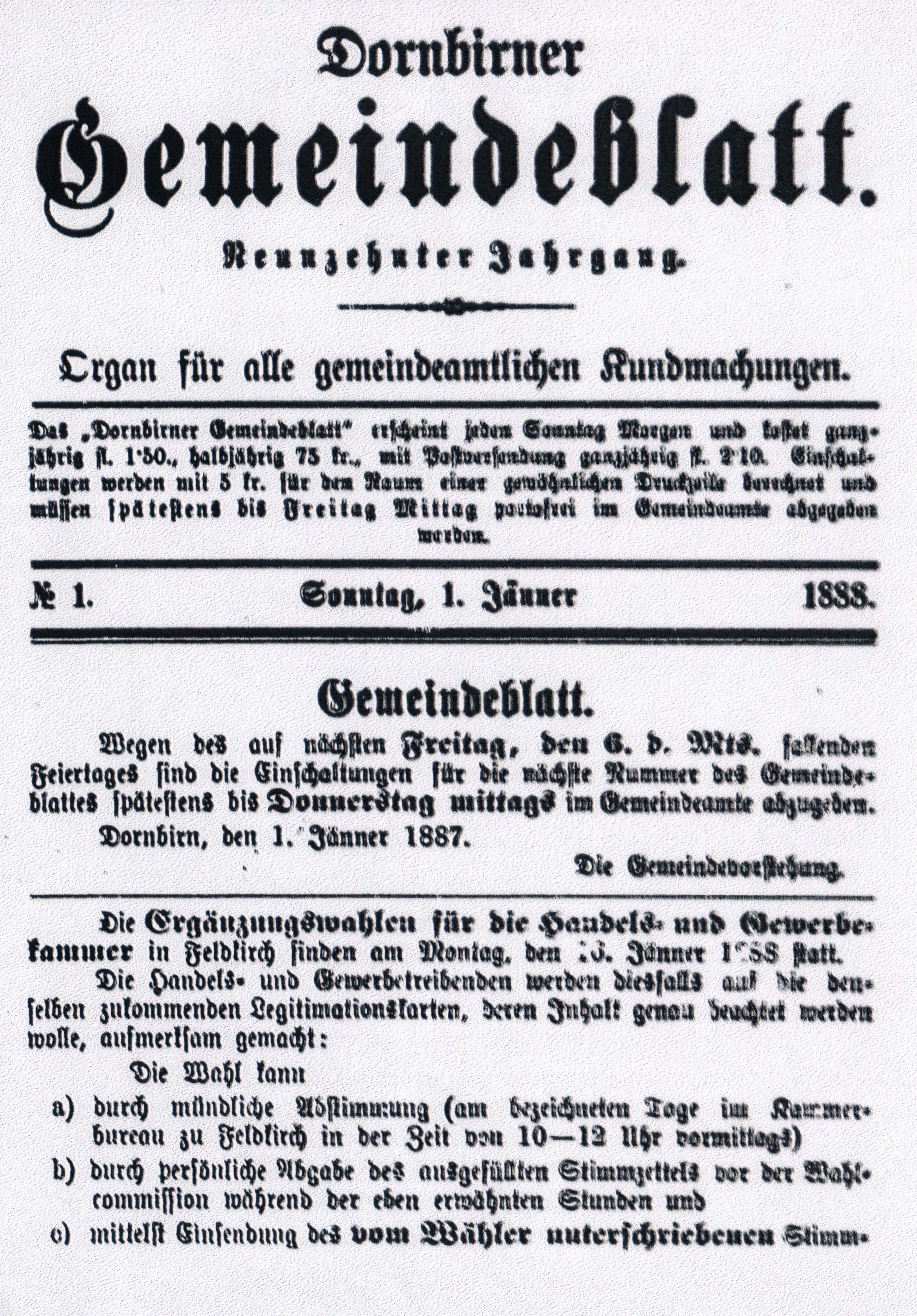
Dornbirner Gemeindeblatt, Ausgabe 1, Januar 1888, 19. Jahrgang

Das Dornbirner Gemeindeblatt ist das Gemeindeblatt für die Stadt Dornbirn/Amt der Stadt Dornbirn und erscheint seit Sonntag, dem 2. Januar 1870. Es ist damit das erste Gemeindeblatt, welches in Vorarlberg erschienen ist, und bis heute das auflagenstärkste.

## Namensgebung
Das Dornbirner Gemeindeblatt trägt diesen Namen seit der Ersterscheinung 1870 durchgehend. Als Untertitel trug es ursprünglich die Bezeichnung: Organ für alle gemeindeamtlichen Kundmachungen (heute: Amts- und Anzeigenblatt), war aber immer schon auch ein Mitteilungsblatt für das Gemeindeleben in Dornbirn und Unternehmen schalteten darin Anzeigen.

## Geschichte
Bereits 1866 wurde in Vorarlberg in der Stadt Feldkirch der Feldkircher Anzeiger herausgegeben, eine private „unabhängige Wochenzeitung mit den amtlichen Verlautbarungen“, die von 1870 bis 1938 den Zusatz „Feldkircher Wochenblatt“ trug, teilweise auch den Zusatz „unabhängige Wochenzeitung mit den amtlichen Verlautbarungen der Stadt Feldkirch“ führte. Es war dies somit eine (Wochen-)Zeitung mit amtlichen Verlautbarungen, während in Dornbirn sodann ein anderer Weg beschritten wurde. In der damaligen Marktgemeinde Dornbirn wurden bis zur Erscheinung des Dornbirner Gemeindeblattes amtliche Nachrichten durch einen Ausrufer, den Usschaellar, nach dem sonntäglichen Gottesdienst von der Stiege des Roten Haus verkündet (damals Gasthof Engel).
Eine Auseinandersetzung zwischen dem Amt der Stadt Dornbirn bzw. den liberalen Kräften in Dornbirn um Bürgermeister Johann Georg Waibel und dem damaligen Pfarrer der Pfarrkirche Dornbirn-St. Martin wegen des Platzes der öffentlichen Ausrufung, der vom Roten Haus im Oktober 1869 zum ehemaligen Friedhof bei der Kirche verlegt wurde, ging als Ursache für die Gründung des Gemeindeblattes direkt voraus. 1854 war vom Pfarrer ohne Genehmigung der Gemeinde ein Missionskreuz an diesem Platz errichtet worden. Der Pfarrer vertrat die Meinung, dass durch die Verlegung des Platzes des Ausrufers nunmehr die Rechte der Kirche verletzt würden, obwohl auch der Platz selbst der Gemeinde gehörte. In weiterer Folge wurde die erste öffentliche Ausrufung am 31. Oktober 1869 durch den damaligen Gemeindeschreiber Feuerstein an diesem Platz durch 50 bis 60 laut den Rosenkranz betende Frauen gestört, so dass diese Ausrufung verunmöglicht wurde. Im Hinblick auf die nächste öffentliche Ausrufung und wegen möglicher Störungen wurden von der Gemeinde Anschläge publiziert, in denen vor der Störung der Verlesung gewarnt und Strafen angedroht wurden. Dennoch wurde auch diese Verlesung wiederum durch lautes Beten von 40 bis 50 Frauen gestört, nachdem bereits zuvor die extra errichtete Bühne für den Ausrufer von Unbekannten zerstört worden war. Die Gemeindevertretung verlegte daraufhin die Ausrufung wieder auf den alten Platz beim Roten Haus und beschloss am 10. November 1869, ab Neujahr 1870 einen schriftlichen Lokalanzeiger aufzulegen, durch welchen die Funktion des Ausrufers ersetzt und der von der Stadt Dornbirn herausgegeben werden sollte.
Am 2. Januar 1870 erschien die erste Ausgabe des Dornbirner Gemeindeblatt, Organ für alle gemeindeamtlichen Kundmachungen, in einer Auflage von 470 Stück (heute etwa 8000 bis 9000 Stück). Der bisherige Ausrufer wurde Redakteur des Gemeindeblatts. Während der Zeit der Nationalsozialistischen Diktatur von 1939 bis 1945 erschien das Gemeindeblatt nicht. Das Gemeindeblatt hatte im 19. Jahrhundert durchschnittlich 18 Seiten Umfang, heute etwa 70 bis 80 Seiten.
Der Druck des Gemeindeblattes erfolgt seit 1870 durch die Brüder Franz Anton und Daniel Feurstein, sodann die Druckerei Höfle und seit 1987 durch die Vorarlberger Verlagsanstalt.